# Урбан, Антон
Анто́н Урбан (словац. Anton Urban; 16 января 1934, Kysak, Кошицкий край — 5 марта 2021) — чехословацкий футболист и футбольный тренер, играл на позиции защитника. Серебряный призёр Олимпийских игр (1964).

## Биография

### Клубная карьера
Урбан в течение 15 сезонов играл за братиславский «Слован», за который сыграл чемпионате Чехословакии 279 матчей и выиграл три Кубка Чехословакии.
В 1968 году отправился в Австрию, где присоединился к клубу «Ваккер» из Инсбрука. В составе австрийского клуба играл в течение одного сезона и завершил карьеру из-за травмы.

### Карьера в сборной
В составе сборной Чехословакии на олимпийском футбольном турнире 1964 года был основным игроком и сыграл в 6 матчах турнира. В матче группового этапа со сборной Египта забил гол и Чехословакия выиграла тот матч со счётом 5:1. На этом турнире Урбан завоевал серебряную медаль после поражения своей сборной в финале от сборной Венгрии со счётом 1:2.

### Тренерская карьера
В 1981 году в течение некоторого времени возглавлял братиславский «Слован».

### Смерть
Скончался 5 марта 2021 года в возрасте 87 лет.

## Достижения
«Слован» (Братислава)
- Обладатель Кубка Чехословакии (3): 1961/62, 1962/63, 1967/68